# Demografia Słowenii
| (2007)                   | (2007)                          |
| ------------------------ | ------------------------------- |
| Liczba ludności          | 2 009 245                       |
| Ludność według wieku     |                                 |
| 0 - 14 lat               | 13,7%                           |
| 15 - 64 lat              | 70,3%                           |
| ponad 64 lata            | 16%                             |
| Wiek (mediana)           |                                 |
| W całej populacji        | 41 lat                          |
| Mężczyzn                 | 39,4 lat                        |
| Kobiet                   | 42,6 lat                        |
| Przyrost naturalny       | -1,41‰                          |
| Współczynnik urodzeń     | 9 urodzin/1000 mieszkańców      |
| Współczynnik zgonów      | 10,41 zgonów/1000 mieszkańców   |
| Współczynnik migracji    | 0,76 migrantów/1000 mieszkańców |
| Ludność według płci      |                                 |
| przy narodzeniu          | 1,07 mężczyzn/kobietę           |
| poniżej 15 lat           | 1,06 mężczyzn/kobietę           |
| 15 - 64 lat              | 1,02 mężczyzn/kobietę           |
| powyżej 64 lat           | 0,63 mężczyzn/kobietę           |
| Umieralność noworodków   |                                 |
| W całej populacji        | 4,35 śmiertelnych/1000 żywych   |
| płci męskiej             | 4,93 śmiertelnych/1000 żywych   |
| płci żeńskiej            | 3,73 śmiertelnych/1000 żywych   |
| Oczekiwana długość życia |                                 |
| W całej populacji        | 76,53 lat                       |
| Mężczyzn                 | 72,84 lat                       |
| Kobiet                   | 80,47 lat                       |
| Rozrodczość              | 1,26 urodzin/kobietę            |

Religie:
Rzymscy katolicy (57,8%), prawosławni (2,3%), protestanci (0,9%), muzułmanie (2,4%), wyznawcy pozostałych religii (0,2%), ateiści i bezwyznaniowcy (36,4%)
Języki:
słoweński (urzędowy), włoski (urzędowy w wybranych gminach), węgierski (urzędowy w wybranych gminach), serbsko-chorwacki
Zobacz też: Słowenia